# Asienspiele/Boxen
Bei den Asienspielen werden seit 1954 alle vier Jahre auch Bewerbe im Boxen ausgetragen. Sie sind neben den asiatischen Boxmeisterschaften die wichtigsten asiatischen Wettkämpfe im Boxen.
Teilnahmeberechtigt sind männliche und weibliche Boxer der Elite-Klasse (19–40 Jahre), wobei Kämpfe bei den Männern in zehn Gewichtsklassen und bei den Frauen in nur drei Gewichtsklassen stattfinden. Die Frauenwettkämpfe fanden erst 2010 statt.

## Asienspiele
| Nr. | Jahr              | Ort       | Land                |
| --- | ----------------- | --------- | ------------------- |
| 1   | 1951 (Kein Boxen) | Neu-Delhi | Indien              |
| 2   | 1954              | Manila    | Philippinen         |
| 3   | 1958              | Tokio     | Japan               |
| 4   | 1962              | Jakarta   | Indonesien          |
| 5   | 1966              | Bangkok   | Thailand            |
| 6   | 1970              | Bangkok   | Thailand            |
| 7   | 1974              | Teheran   | Iran                |
| 8   | 1978              | Bangkok   | Thailand            |
| 9   | 1982              | Delhi     | Indien              |
| 10  | 1986              | Seoul     | Südkorea            |
| 11  | 1990              | Peking    | Volksrepublik China |
| 12  | 1994              | Hiroshima | Japan               |
| 13  | 1998              | Bangkok   | Thailand            |
| 14  | 2002              | Busan     | Südkorea            |
| 15  | 2006              | Doha      | Katar               |
| 16  | 2010              | Guangzhou | Volksrepublik China |
| 17  | 2014              | Incheon   | Südkorea            |
| 18  | 2018              | Jakarta   | Indonesien          |